# Kłosówko (województwo pomorskie)
Kłosówko (dodatkowa nazwa w j. kaszub. Kłosówkò) – wieś kaszubska w Polsce położona w województwie pomorskim, w powiecie kartuskim, w gminie Przodkowo. 
Wieś jest częścią składową sołectwa Kłosowo.
W latach 1975–1998 miejscowość administracyjnie należała do województwa gdańskiego.

## Historia
W wieku XIX wieś opisano jako włościańską w  powiecie kartuskim, blisko granicy powiatu wejherowskiego. W obszar wsi wchodzą wówczas wybudowania: Czarna góra i Teichhof. Wieś posiadała   1181 mórg obszaru na którym gospodarzyło 10 gburów i 2 zagrodników. Mieszkańców łącznie 158 z czego  katolików 145, ewangelików 13. We wsi było  17 domów mieszkalnych. Podległość administracyjna świecka, Gmina Warzno, kościelna parafia Kielno, gdzie również była szkoła i poczta. W roku 1789 posesorem był Jakób Łebiński